# 자기애적 인격장애
자기애성 인격장애(自己愛性人格障碍, Narcissistic Personality Disorder, NPD)는 과도한 자신이 중요하다는 느낌(feelings of self-importance), 존경에 대한 과도한 요구, 타인에 대한 공감 결여가 장기간에 걸쳐 나타나는 것을 특징으로 한다. 다른 정신 질환과 동반되기도 하며 중대한 기능 장애와 사회심리적 장애와도 연관된다. 이들은 권력과 성공 혹은 외모에 대하여 오래동안 생각하는 경향이 있다. 또한 이들은 일반적으로 주변사람들을 이용한다. 이러한 자기애적 행동은 유년 초기부터 시작하며, 광범위한 상황에 걸쳐서 발생한다.
성격장애는 정신 질환의 한 부류로, 오래 가고 유연하지 못한 부적응적 패턴의 행동, 인지, 내적 경험으로서, 여러 배경 속에서 드러나는 것이자 어떠한 문화에서도 수용되지 못하는 것이다. 이러한 패턴들은 아동 초기에 발생하고 유의미한 불안이나 장애와 연관이 있다. 성격장애 진단 기준은 질병 및 관련 건강 문제의 국제 통계 분류(International Statistical Classification of Diseases and Related Health Problems, ICD) 제6장, 그리고 미국정신의학협회(American Psychiatric Association)의 정신질환 진단 및 통계 편람(Diagnostic and Statistical Manual of Mental Disorders, DSM)에 수록되어 있다.
미국정신의학협회(American Psychiatric Association, APA)에서 발행하는 정신질환 진단 및 통계 편람(Diagnostic and Statistical Manual of Mental Disorders, DSM)에서는 클러스터B(cluster B) 성격장애로 분류되어 있다. 진단은 보건 전문가의 개인 면접을 통해 내려진다. 자기애성 성격장애의 증상은 조증(mania)부터 약물사용장애(substance use disorder)에 이르기까지 다양하다.
자기애성 성격장애의 표준 치료법은 없다. 다른 정신 질환과의 동반 발병 가능성이 높다는 것은 치료의 선택과 결과에 영향을 준다. 심리치료는 심리치료(psychotherapeutic therapy)/정신역동치료(psychodynamic therapy)와 인지행동치료(cognitive behavioral therapy) 두 개의 범주로 나뉜다. 그리고 치료에 있어 두 가지를 병합하는 것이 점차 각광 받고 있다. 그러나 치료의 효과를 밝히는 연구는 거의 전무하다. 개인의 정신 질환의 주관적 경험뿐 아니라 이들의 치료에 대한 동의와 처치의 정도는 이들이 바뀌겠다는 동기에 크게 좌우된다.
전문치료는 어려운데 장애를 가진 이들이 스스로의 정신건강에 문제가 있다고 보지 않기 때문이다. 약 1%의 사람들이 삶에서 자기애성 인격장애의 영향을 받고 있는 것으로 생각된다. 여성보다는 남성에게 많이 보이며 나이가 어릴 수록 더 강하다. 1925년 로버트 왤더(Robert Waelder)가 처음으로 자기애성 인격(narcissistic personality)이란 말로 묘사했으며, 1968년 하인츠 코헛(Heinz Kohut)이 자기애성 인격장애(narcissistic personality disorder)라는 용어를 처음으로 고안하였다.

## 징후와 증상
"자기애성 성격장애를 가진 이들은 자기과대성을 보이거나 자기혐오를 가지고 있거나, 외향적이거나 사회적으로 고립되어 있으며, 대사업가이거나 꾸준한 취업 상태를 유지할 수 없으며, 모범 시민이거나 반사회적 행동을 보이기 쉽다.(Individuals with narcissistic personality disorder may be grandiose or self-loathing, extraverted or socially isolated, captains of industry or unable to maintain steady employment, model citizens or prone to antisocial activities.)"
 자기애성 성격장애는 복잡하며 그것의 발현과 결과가 단일하지 않다. 임상적 증거는 자기애성 성격장애의 몇몇 하위유형이 존재할 수 있지만('하위유형' 항목 참조) 보통은 장애가 과대성(grandiose) 혹은 "뻔뻔한(thick-skinned)" 발현형과 취약한(vulnerable) 혹은 "예민한(thin-skinned)" 발현형이 있다고 알려져 있다고 말한다.
과대성 혹은 뻔뻔한 자기애성 성격장애 환자는 자신이 유일무이하다는 감각 혹은 우월감, 자격권리(entitlement) 태도, 타인이 자신의 능력이나 지위를 부러워한다는 믿음, 낮은 공감 능력, 사회적 지배, 피상적 매력, 무시 혹은 우월의식(스노버리)(snobbery), 조종과 이기심으로 점철된 착취적 대인관계 유형을 보인다.
취약한 예민한 자기애성 성격장애 환자 역시 자격권리, 이기심, 낮은 공감 능력을 보이지만, 유달리 수치심과 열등감을 보이며, 타인의 능력이나 지위를 부러워하고 수줍음을 타고, 편집성을 보이며, 보복심을 가지고 있고, 정서적으로 타인의 존경과 칭찬에 의존하며, 거절과 비판에 극도의 분노와 적개심으로 반응한다.
취약형 환자는 보통 극도의 고통과 기능부전(dysfunction)을 보이는 반면, 과대형 환자는 보다 큰 심리적 안녕과 관련되며, 때로는 직장내 갈등, 타인에 대한 위해, 반사회적 행동, 완벽주의(perfectionism)에서 비롯된 정서적 긴장에 의한 기능부전을 보이기도 한다.
일부 환자는 과대성과 취약성 사이를 왔다갔다 할 수 있다는 주장도 있다. 일부 증거를 통해 과대성 유형은 종종 반응성 분노(취약성 특성)을 보이지만, 취약성 유형은 과대성 증후를 보이지 않는다는 것이 입증되며, 대부분의 연구는 취약성 유형이 일시적으로 과대성을 보이지만 과대성 유형은 거의 취약성을 보이지 않는다는 것을 보이고 있다.

### 기타 특성
자기애성 성격장애 환자는 도움을 받아들이는데 어려움이 있을 수 있다. 이들은 또한 복수에 대한 환상을 보일 수 있으며, 뿐만 아니라 폭력적 반사회적 행동도 보일 수 있다. 관심 받고 아름답게 보이고자 하는 욕구 때문에 성형수술을 시도할 가능성이 더 높다.
자기애성 성격장애 환자는 얼굴 표정을 인지하거나 정서를 모방하는 능력에 결함이 있고 정서적 공감과 감정 지능(emotional intelligence)이 낮지만 인지적 공감이나 결함 있는 마음 이론(theory of mind)을 보존하였다. 자기애성 성격장애 환자는 친사회적 행동(prosocial behavior)을 할 가능성은 적다. 이들은 이기적인 방식으로 타인이 자신을 알아주길 노력하거나 자신의 사회적 지위를 올리려 하거나, 혹은 이렇게
행동한다고 외부에서 듣게 된다. 이러한 성격에도 불구하고, 이들은 자신의 공감 능력을 과대평가할 가능성이 더 높다. 그러나 최근 연구에서 자기애성 공감 능력 결핍은, 최소한 부분적으로나마, 교육을 통한 조망수용(perspective-taking)을 통해 해결될 수 있다고 본다.
자기애성 성격장애 환자는 흔히 인간관계에서 어려움을 가지고 있다. 이들은 타인의 바운더리(boundary)를 무시하거나 타인을 이상화와 평가절하(Idealization and devaluation)를 한다. 이들은 사람들과 정서적으로 거리를 두고, 심리적 투사(psychological projection)를 하거나, 부인(deny)하거나, 분열(splitting)을 보인다. 취약성 유형은 거절당하거나 비판받으면 화가 나며, 자신에게 반대하거나 거절한 타인을 폄하하거나 모욕하거나 질책한다.
자기애성 성격장애는 증상에 대한 통찰이 줄어들어 있는데, 특히 몇몇 경우에 있어 그러하다. 그러나 저수준의 자기애성향에 대한 연구에서는 이러한 사람들은 자신의 특성을 알고 있을 뿐만 아니라 그것을 긍정적인 방식으로 바라보고 그 특성을 계속 유지하려 한다고 밝혀졌다.

## 진단
정신질환 진단 및 통계 편람 제5판(Diagnostic and Statistical Manual of Mental Disorders, Fifth Edition) DSM-5는 다음과 같이 말한다.
"크게 성공한 사람들 대부분은 자기애성 성격으로 보이는 성격 특질을 보인다. 이런 특질이 완고하고 부적응적이며 지속적인데다 중요한 기능 장애나 주관적 불안을 야기할 때만, 자기애성 성격장애를 구성한다.(Many highly successful individuals display personality traits that might be considered narcissistic. Only when these traits are inflexible, maladaptive, and persisting, and cause significant functional impairment or subjective distress, do they constitute narcissistic personality disorder.)"
나르시시즘(narcissism)에 빠진 고기능 사회성(high-function sociability)인 경우, 자기애성 성격장애 환자는 이러한 진단을 자신의 삶에 기능 장애라고 판단하지 않는다. 비록 과한 자신감은 자기애성 성격장애 환자를 야망에 차게끔 만드는 경향이 있지만, 이러한 마인드셋은 반드시 전문적인 높은 달성과 성공을 주지는 않은데, 이들은 실패나 실패의 조짐을 피하기 위하여 리스크를 무릅쓰는 것을 못하기 때문이다. 게다가 거절, 반대, 비판을 심리적으로 참지 못하는 것은 자기애성 성격장애 환자가 협력하거나 장기적 관계 유지를 어렵게 한다.

### DSM-5
DSM-5는 다음 9가지 기준 중 최소 5개를 그진 것으로 본다.
- 과장된 자기중요감(성취와 재능을 과장, 그에 해당하는 성취가 없어도 자신이 우월하다고 인지되기를 기대)(A grandiose sense of self-importance (exaggerates achievements and talents, expects to be recognized as superior without commensurate achievements))
- 끝없는 성공, 힘, 총명, 미, 이상적 사랑이라는 환상에 몰두(Preoccupation with fantasies of unlimited success, power, brilliance, beauty, or ideal love)
- 자신은 '특별'하고 독특하며, 특별하거나 높은 지위의 사람이나 기관만이 자신을 이해할 수 있거나 이들과 관계가 있어야 한다고 믿음(Believing that they are "special" and unique and can only be understood by, or should associate with, other special or high-status people (or institutions))
- 과도한 칭찬 요구(Requiring excessive admiration)
- 자격의식(특별히 호의적인 대우 혹은 자동적인 자신의 기대에 대하여 사람들이 알아서 복종하는 것에 대한 비이성적인 기대)(A sense of entitlement (unreasonable expectations of especially favorable treatment or automatic compliance with their expectations))
- 인간 관계에서 착취적인 것(자신의 목적 달성을 위하여 타인을 이용하는 것)(Being interpersonally exploitative (taking advantage of others to achieve their own ends))
- 공감 결여(타인의 느낌과 욕구를 인식하고나 알아보려 하지 않음)(Lacking empathy (unwilling to recognize or identify with the feelings and needs of others))
- 가끔 타인을 부러워하거나 타인이 자신을 부러워한다고 생각(Often being envious of others or believing that others are envious of them)
- 거만하거나 불손한 행동이나 태도를 보임(Showing arrogant, haughty behaviors or attitudes)

DSM-5에서 자기애성 성격장애는 B군 성격장애(cluster B personality disorder)이다. B군 성격장애는 종종 극적이고 감정적이며 침착하지 못한 모습을 보인다. 자기애성 성격장애는 자기가 중요하다는 느낌이 과도한 것, 칭찬에 대한 과도한 갈망, 타인의 느낌에 공감하는 능력 저하를 특성으로 한다.
다른 성격장애와 마찬가지로 자기애성 성격장애 진단 역시 보건 전문가가 임상 상담을 통해 내린다. 자기애성 성격장애에서 자기의 관점이 뛰어나다는 취약한 자기관이 있다.
자기애성 성격장애는 흔히 청소년이나 초기 아동기에 발생한다. 자기애성 성격장애는 만성적이고 다양항 사회적 상황에서 나타나며 시간이 지나면서도 일관되게 나타난다. 심각한 증상은 우정, 혈연, 결혼과 같은 의미 있는 인간 관계를 발달시키는 정신 수용력에게 유의미하게 장애를 준다. 또한 증상은 직장이나 학교 혹은 중요한 사교 상황에서 사회적으로 기능하는 심리적 능력에도 지장을 준다. DSM-5는 자기애성 성격장애가 증상을 띤다고 구분하고자, 환자에게 나타나는 성격 특질이 사회 규범(social norm)과 상당히 달라야 한다고 말한다.

#### 대안 모델
DSM-5와 DSM-5-TR의 섹션3(Section III)는 '성격장애 DSM-5 대안 모델(Alternative DSM-5 Model for Personality Disorders, AMPD)가 있다. AMPD는 여섯 가지 특정 성격장애가 장애를 설명하는 방식으로 정의되어 있는데, 자기애성 성격장애는 그 중 하나이다. 장애가 성격 기능에 영향을 준다는 성격적 방식이라는 것이다.
- 기준A(criterion A) : 정체성(identity), 자기방향성(self-direction), 공감(empathy), 친밀감(intimacy)
- 기준B(criterion B) : 장애와 연관된 병리적 성격 특질의 목록과 설명
- 명시자(specifier)에 할애된 섹션[49]

AMPD에 묘사되었듯이 자기애성 성격장애 환자에게 있어서 보이는 일반적인 성격 지장(personality impairment)은 타인의 인정(approval)에 좌우되는 취약한 혹은 과장된 자기상(self-image)이다. 이들의 개인적인 목적은 인정에 대한 욕구(need for recognition)로 형성되기도 하는데, 여기에는 비현실적으로 높거나 자격권리(entitlement) 즉 어떤 자격이나 명분이 있어야 한다는 인식을 기반으로 되어 있는 기준이 있다. 이들은 자기와 직접 관련이 없으면 타인의 느낌을 인식하려 애쓰고, 타인에게 끼칠 자신의 영향력이나 파급력을 오판한다. 관계는 흔히 피상적이며, 상호연결(mutual connection)보다는 자기고양(self-enhancement)을 위해 힘쓴다. 최소 이들 요소 중 두 개는 "평범하거나 더 큰 지장(moderate or greater impairment)"을 가지고 있다.
AMPD는 과대성(grandiosity)과 관심병(attention-seeking)이라는 병리학적 특질을 가지고 있으며, 이 둘 모두 필요조건으로 한다. 각 특질은 그것이 자기애성 성격장애에서 나타나는 방식으로 설명되어 있다. AMPD 명시자는 추가적인 특질이 기술되게 한다. 그것은 자기애성 성격장애의 "악성(malignant)"이라는 발현으로 인한 적대적 특질, 그리고  "취약(vulnerable)" 발현으로 인한 부정적 정서성(negative affectivity) 특질을 말한다.
또한 환자는 성격장애의 G를 통하여 기준C(criteria C)를 충족한다. 이는 환자가 보이는 특질과 증상이 최소 청소년기나 아동기 초기에 시작하여 시간이 지나도 안정적이고 변함이 없으며, 다양한 상황에서 보이고, 다른 정신 질환, 약물, 의학적 증상에 의해 야기되지 않으며, 개인의 성장 과정, 문화, 종교에 비췄을 때 비정상적이다.

### ICD-11과 ICD-10
세계보건기구(World Health Organization, WHO) 질병 및 관련 건강 문제의 국제 통계 분류(International Statistical Classification of Diseases and Related Health Problems) 제11판인 ICD-11에는, 모든 성격장애는 "성격장애(personality disorder)"라는 타이틀 하나로 진단된다. 진단 기준은 주로 기능부전(dysfunction), 불안(distress), 부적응적 행동(maladaptive behavior)을 측정하는 것과 관련 있다. 진단이 내려지면, 임상자는 기능부전의 특정 원인을 묘사하는 5가지 특질 영역에 의존할 수 있는데, 이 5가지에는 잠재적 치료를 함의하는 내용이 있다. 최근 개념화되었듯이, 자기애성 성격장애는 "반사회성(Dissociality)"이라는 ICD-11에 명시된 특질과 거의 완전히 일치한다. 반사회성에는 자기중심성(self-centredness)과 공감 결여(lack of empathy)가 포함되어 있다. 각각은 다음의 구성요소가 있다.
- 자기중심성 : 과대성(grandiosity), 관심병(attention-seeking), 자격권리(entitlement), 자아중심성(egocentricity)
- 공감 결여 : 냉담(callousness), 잔혹(ruthlessness), 조종 성향(manipulativeness), 인간관계에서의 착취 성향(interpersonal exploitativeness), 적대 성향(hostility).[51][52]

이전 버전인 ICD-10에서는 "narcissistic personality disorder (NPD)"라는 항목이 "기타 특정 성격 장애(other specific personality disorders)"라는 범주 아래에 있었는데, 이는 ICD-10이 DSM-5에서 자기애성 성격장애로 설명된 사례들은 일반적 진단 기준들만을 충족해야 한다는 것을 요구한다는 것을 말한다.

### 차등적 진단
자기애성 성격장애의 발생은 다른 정신 질환과 함께 동반질환(comorbidity)이 높은 비율로 나타난다. 자기애성 성격장애의 취약한 종류(하위유형 Subtypes)는 우울증(psychological depression)을 앓는 경향이 있고, 종종 동반성 우울 장애(depressive disorder)의 임상 기준을 충족시키는 정도가 되기도 한다. 자기애성 성격장애는 양극성 장애(bipolar disorder)와 물질 사용 장애(substance use disorders), 특히 코카인 사용 장애(cocaine use disorder)의 발병과 연관 있다. 또한 자기애성 성격장애는 연극성 성격장애(histrionic personality disorder), 경계선 성격장애(borderline personality disorder), 반사회적 성격장애(antisocial personality disorder), 편집성 성격장애(paranoid personality disorder) 등 기타 정신 질환 발생이 동반되거나 구분되기도 한다. 또한 자기애성 성격장애는 조증(mania)과 경조증(hypomania)과도 구분되어야 한다. 이 두 증상 역시 과대성을 보이지만 기능면에 있어서의 지장의 정도는 다르기 때문이다. 아동과 청소년이 자기애성 성격장애와 비슷한 성격 특질을 보이는 것은 흔하지만, 이러한 발병은 보통 일시적이며, 자기애성 성격장애의 공식 진단을 위한 임상적 기준을 등록한다.

## 하위유형
DSM-5 진단 기준은 동종으로 평가되어 왔지만, 자기애성 성격장애 구분에 사용되는 하위유형은 다양하다. 하위유형의 수에 대한 합의는 거의 이뤄지지 못했지만, 대체로 최소 2가지가 있다는 것이 수용되고 있다. 그것은 과대성 혹은 외현성 자기애성(grandiose or overt narcissism), 그리고 취약성 혹은 내현성 자기애(vulnerable or covert narcissism)이다. 그러나 자기애성 성격장애의 하위유형 중 아무것도 DSM-5나 ICD-11에서도 인정받지 않고 있다.

### 임상적으로 입증된 하위유형
일부 연구를 통해 자기애성 성격장애 하위유형이 세 가지 존재한다는 것이 밝혀졌다. 이는 증상 기준, 동반질환 기준, 기타 임상 기준으로 구분된다.
과대/외현(Grandiose/overt): 이 그룹은  과대성, 자격권리, 인간 관계 상의 착취 성향, 조종, 힘과 통제에 대한 추구, 공감 및 반성 결여, 두드러진 짜증 및 적개심을 보인다. 이 그룹은 반사회적 성격장애, 편집성 성격장애(paranoid personality disorder), 약물 남용(substance abuse), 외면화 장애(externalizing disorder), 실업, 짙은 폭력 성향이 높은 수준으로 동반되는 것으로 유명하다. 흥미로운 것은 러스(E. Russ) 등은 연구에서 이 그룹은 부적절함(inadequacy)이라는 기저의 감정에 괴로워하지도 않고, 분노를 제외한 부정적 정서 상태도 보이지 않는다는 것을 관찰하였다. 이 발견은 이들이 우울, 불안-회피, 의존/희생화(dependant/victimised) 특성과는 역상관관계(inverse association)를 강하게 보인다는 것을 통해 입증되었다.
취약/내현(Vulnerable/covert): 이 그룹은 수치, 질투, 분개, 열등감(경우에 따라 거만이라는 가면을 씀), 자격권리, 사람들이 자신을 제대로 알아주거나 평가하고 있지 않다는 믿음, 무시나 비판에 대한 과도한 반응으로 정의된다. 이들은 신경질(neuroticism), 심리적 고통, 우울, 불안과도 연관되어 있다. 실제로 최근 연구는 취약성 자기애성향은 대부분 기능부전 수준의 신경질의 산물이라고 밝히고 있다. 취약성 자기애성향은 회피성 성격장애(avoidant personality disorder), 경계선 성격장애, 의존성 성격장애(dependent personality disorder)와 동반되기도 한다.
고기능/과시(High-functioning/exhibitionistic): 이 유형은 정신과 의사 글렌 가바드(Glen Gabbard)가 처음 이론화한 것이다. 이 집단은 "과대성을 보이고 경쟁하려 하며 관심을 추구하고 성적으로 도발하는 고기능성 자기애성향으로, 이들은 적응적 기능성을 보이며 성공을 위해 자기애성 특성을 활용한다(high functioning narcissists [who] were grandiose, competitive, attention-seeking, and sexually provocative; they tended to show adaptive functioning and utilize their narcissistic traits to succeed)"고 정의된다. 이 그룹은 상대적으로 심리적 문제는 적지만, 이들의 장애에 잠재적 원인이 될 과도한 완벽주의가 동반하는 강박성 성격장애(obsessive-compulsive personality disorder)를 가질 확률이 높다.

### 기타
망각/과각성(Oblivious/hypervigilant): 글렌 가바드는 1989년 자기애성 성격장애 하위유형 두 가지를 제시하였고, 후에 이는 과대성 하위유형과 취약성 하위유형으로 언급되었다. 첫번째 하위유형은 "망각성 하위유형(oblivious subtype)"으로, 이는 과대성 하위유형과 같다. 이 집단은 과대성을 보이고 거만하며 뻔뻔하지만, 무력감(helplessness), 정서적 공허감(emotional emptiness), 낮은 자존감, 수치심이라는 성격적 특성을 보이기도 한다. 이러한 특성은 자기애성 성격장애자에게 있어 자기제시(self-presentation)가 어렵거나 불가능하여, 사회적 인정이 주어지지 않은 상황으로부터 철수(withdrawl)하게 되는 상황에서 사회적으로 기피되는 행동으로 표출된다.
두번째 "과각성성 하위유형(hypervigilant subtype)"은 취약성 하위유형과 같다. 이들은 쉽게 상처받고 지나치게 예민한 기질(氣質, temperament)이며 지속적인 수치심을 갖는다.
공동 자기애성향(Communal narcissism): 집단 자기애성향은 집단이라는 배경에서 발생한다. 이는 중요감(sense of importance)이 과대하게 부풀어 있고 타인의 존경을 필요로 한다. 과대성 자기애성자와 관련하여 이들은 거만하고 자발성(self-motivating)이 강하며, 자격권리와 과대성을 공유한다. 그러나 집단 자기애성향은 집단의 영역에서 힘과 존경을 추구한다. 이들은 자신을 이타적이고 성인군자와 같으며 타인을 돌보고 유익하며 따뜻한 사람이라고 본다. 이들은 자신의 집단 안에서 힘과 영향력을 갖춘 지위를 찾아내기도 한다.

#### 밀론의 하위유형
1996년 Disorders of Personality: DSM-IV-TM and Beyond 라는 연구에서, 시어도어 밀론(Theodore Millon)은 자기애성 성격장애 하위유형 5가지를 제시하였다. 그러나 그는 하위유형마다 특정한 치료법을 제시하지는 않았다.
| 하위유형                                        | 성격 특질 |
| ----------------------------------------------- | --- |
| 도덕결핍성 자기애성자 (Unprincipled narcissist) | 양심 결여 가책 없음, 도덕 관념 없음, 불성실, 사기성, 기만, 오만, 착취 성향 사기꾼, 돌팔이 지배 성향, 경멸, 보복 |
| 호색성 자기애성자 (Amorous narcissist)          | 성적 유혹, 유인, 묘한 매력이 있음, 애태움 말을 잘하고 영리함 진실한 친밀함을 꺼림 쾌락적 욕구 탐닉 남을 홀리거나 말로 구슬림 병적인 거짓말과 사취. 애정 관련 사건이 많으며 때로는 이국적 파트너와의 사랑도 있음                             |
| 보상성 자기애성자 (Compensatory narcissist)     | 깊은 열등감을 완화하거나 상쇄하려 하며 자존감 결여 자신이 우월하고 탁월하며 존경이나 주목 받을 만하다는 환상을 만들어 결핍을 상쇄 자기고양(self-enhancement)에서 오는 자부심                                                                |
| 엘리트주의 자기애성자 (Elitist narcissist)      | 어린 시절 특별한 지위에 있었다는 장점과 거짓성취(pseudo-achievement)를 통한 특권과 권한을 부여 받았다는 느낌 자격이 부여되었다고 하는 허울은 현실과 거의 무관 특혜 받은 좋은 삶 추구 상부 지향적 인맥과 연대를 통한 특별한 지위와 이점 구축 |
| 일반 자기애성자 (Normal narcissist)             | 엄격함은 가장 적으면서도 대인관계 우려와 감정이입도는 가장 큼, 자격권리를 따지고 호혜성(reciprocity)에 결함 있음 주변 환경을 의식하지 않음, 자신감, 경쟁적, 높은 목표 추구, 자신이 특별하다는 인식 천부적인 리더십 타인의 인정 기대         |

#### 매스터슨의 하위유형 (과시형과 은폐형)
1993년, 제임스 매스터슨(James F. Masterson)은 과시형 자기애성향(exhibitionist narcissism)과 은폐형 자기애성향(closet narcissism)이라는 두 가지 병리적 자기애성향 하위유형을 제안하였다. 두 하위유형 모두 연령별 단계별로 적정한 자아를 제대로 발전시키지 못하였는데, 이는 보통 엄마가 제공하는 양질의 심리적 양육에 결손이 발생하였기 때문이다. 과시형 자기애성자는 DSM-IV에 명시된 자기애성 성격장애와 유사한 모습을 보이며 은폐형 자기애성자와는 다소 다른 모습을 보인다. 은폐형 자기애성자는 기가 꺾여 있고 적절하지 않은 자아인식(self-perception)을 가지고 있지만 공허감에 대한 인식은 더욱 크다. 반면, 과시형 자기애성자는 기고만장하고 과대성을 보이는 자아인식에 공허감을 거의 의식적으로 인식하지 않는다. 이러한 사람들은 자신의 조건이 평범하고 타인들 역시 자기 같다고 가정한다. 은폐형 자기애성자는 타인으로부터 지속적인 인정을 받으려 하고, 타인을 기쁘게 하려는 욕구에 있어  경계선 성격장애와 유사한 모습을 보인다. 과시형 자기애성자는 타인으로부터 항상 완벽한 존경과 찬양을 요구한다.

#### 악성 자기애
1964년 발간된 에리히 프롬(Erich Fromm)의 저서 The Heart of Man: Its Genius for Good and Evil에서 처음 고안된 악성 자기애(malignant narcissism)라는 말은 자기애성 성격장애, 반사회성 성격장애, 편집증(paranoia) 특성의 조합으로 구성된 증후군(syndrome)이다. 악성 자기애성자는 시간이 지나면서 성취로부터 심리적 만족감을 고도로 끌어내고자 하지만 장애를 악화할 수 있다. 이들은 심리적 만족감을 많이 느낄수록, 그것이 반사회성 성격장애, 편집성 성격장애, 분열성 성격장애(schizoid personality disorder)를 발달시킬 위험 요소(risk factor)가 될 수 있기 때문이다. '악성(malignant)'이라고 한 것은, 이들이 편집증, 사이코패스 성향(반사회적 행동), 공격성, 가학적 성격장애(sadistic personality disorder)의 특성을 보이는 심각한 자기애성 인격장애를 가지고 있기 때문이다.

#### 과대성 유형과 취약성 유형의 경계 구분에 관한 역사
수년 간, 많은 임상의학자와 이론가들은 과대성 표현과 취약성 표현을 가진 자기애성향에 유사한 자기애성 성격장애 변종 두 가지를 정의해 왔다. 일부 예시는 다음과 같다.
|                            | 과대성 표현형(Grandiose Phenotype) | 취약성 유형(Vulnerable Types)      |
| -------------------------- | ---------------------------------- | ---------------------------------- |
| Kohut & Wolf (1978)        | 거울에 굶주린(Mirror-hungry)       | 이상에 굶주린(Ideal-hungry)        |
| Broucek (1982)             | 자기중심적(Egotistical)            | 해리성(Dissociative)               |
| Rosenfeld (1987)           | 비판에 둔감한(Thick-skinned)       | 비판에 민감한(Thin-skinned)        |
| Gabbard (1989, 1998, 2009) | 망각적(Oblivious)                  | 과각성적(Hypervigilant)            |
| Gersten (1991)             | 지나치게 과대한(Overly grandiose)  | 지나치게 취약한(Overly vulnerable) |
| Wink (1992)                | 의지적(Willful)                    | 과민성(Hypersensitive)             |
| Masterson (1993)           | 과시성(Exhibitionist)              | 은폐성(Closet)                     |
| Fiscalini (1993)           | 특별한 아이(Special child)         | 수줍은 아이(Shamed child)          |
| Cooper and Maxwell (1995)  | 권한 부여된(Empowered)             | 권한 박탈된(Disempowered)          |

## 평가와 선별 검사

### 자기애성 성격장애 일람
자기애성 성격장애 위험 요소와 과대/개방 하위유형과 취약/은폐 하위유형은 자기애성 성격장애 일람(Narcissistic Personality Inventory)을 이용하여 측정한다. 이는 1979년 개발한 평가 도구로 1984년, 2006년, 2014년에 새로운 버전이 거듭 출시되었다. 주로 과대성 자기애를 다루지만 취약성 요소도 다루는 것으로 보인다. 유명한 3요소 모델은 과대성 자기애는 리더십/권위(Leadership/Authority)와 과대성/과시성(Grandiose/Exhibitionism) 측면으로 평가되지만, 과대성 특성과 취약성 특성의 조합은 권리자격/착취성(Entitlement/Exploitativeness) 측면을 통하여 표지된다.

### 병적 자기애 일람
병적 자기애 일람(The Pathological Narcissism Inventory, PNI)은 과대성 자기애와 취약성 자기애 상태의 변화를 측정하는 것으로, (비록 이런 현상이 임상적으로 현실에 나타난 경우는 없지만) 표면적으로는 일부 임상의학자에게 관찰되는 것과 유사하다. "과대성"과 취약성 척도 모두 있지만, 임상적으로는 두 가지 모두 취약성 자기애를 우선 다루려 한다.
PNI 척도는 의사 자살(parasuicidal) 행위, 자살 시도, 살인 관념, 일부 심리치료 활용 측면 등 행동과 밀접한 관련성을 보인다.

### 5요소 자기애 일람
2013년, 5요소 자기애 일람(Five-Factor Narcissism Inventory, FFNI)은 성격 특성 자기애의 과대성과 취약성 발현에 대한 종합적 평가로 정의된다. 과대성 자기애 11가지 특성과 취약성 자기애 4가지 특성을 측정하며, 모두 자기애성 성격장애의 임상  등급과 밀접한 연관이 있다. 오만(arrogance), 과대 판타지(grandiose fantasies), 타인 조종, 자격권리, 착취라는 과대성 특성은 강력한 관련성을 보인다. 이후에 분석을 통하여 FFNI는 다음 세 가지 요소를 측정한다는 것을 밝혔다.
1. 주체적 외향성(Agentic Extraversion): 과도한 자기중요감, 과대성 판타지, 위대함과 격찬을 취득하기 위한 몸부림, 사회적 지배와 권위, 과시성, 매혹적인 대인 관계 처신
2. 자기중심 적대심(Self-Centred Antagonism): 타인 경멸, 심리적 자격권리, 대인 관계에서 보이는 착취와 조종 행위, 공감 결여, 비판과 질책에 대한 분노적 반응, 의심, 스릴 추구
3. 자기애성 신경증(Narcissistic Neuroticism): 수치 성향, 비판과 질책에 대한 과민감성과 부정적 정서성, 자존감 유지를 위한 칭찬에 대한 과도한 요구

과대성 자기애는 주체성(agency)과 적대심의 조합이며, 취약성 자기애는 적대심과 신경증의 조합이다. 세 요소는 임상적으로 중요한 변수와의 차등적 관련성을 보여준다. 주체적 특성은 높은 자존감, 타인과 미래에 대한 긍정적 관점, 자율적이고 진지한 삶, 개인 성장에 대한 전념, 삶과 삶의 만족에 대한 목적 의식과 관련 있다. 신경증적 특성은 이런 특성과는 정반대이지만, 적대심은 보다 복잡한 관련성이 있다. 이들은 타인에 대한 부정적 관점(자기에게는 반드시 부정적 관점을 가지는 것은 아님), '참자기(true self)'와의 위화감, 개인 성장에 대한 무관심, 타인과의 부정적 대인 관계, 모든 유형의 공격성을 보인다.

### 밀론 임상 다축 일람
밀론 임상 다축 일람(Millon Clinical Multiaxial Inventory, MCMI)은 시어도어 밀론(Theodore Millon)이 개발한 진단 테스트이다. MCMI는 자기애 척도를 포함하고 있다. NPI와 MCMI는 상호연관성이 있다. MCMI는 자기애성 성격장애를 측정하지만 NPI는 일반인에게 발생하는 자기애성향을 측정한다. MCMI는 스크리닝 툴(screening tool)이다. 즉 NPI는 "보통의(normal)" 자기애성향을 측정한다. 예를
들어, NPI에서 높은 점수를 받은 사람 대부분은 자기애성 성격장애가 아니다. NPI는 자기애성 성격장애를 측정하는 것으로 생각하기 쉽지만, 실제로는 모든 자기애성향 분류군을 측정하는 것은 아니다.
2020년 한 연구에서는 여성이 취약성 자기애(vulnerable narcissism) 성향에서 남성보다 상당히 높은 점수를 받았지만 과대성 자기애에 있어서는 남녀 차이가 없었다고 보고하였다.

## 원인

### 병인학
자기애성 성격장애의 원인은 불분명하지만 강력한 생물학적 유전적 근거에 대한 증거는 있다. 많은 이론이 제시되어 왔지만, 한 사람의 양육이 자기애성 성격장애의 발달에 기여하는지 혹은 얼마만큼 기여하는지는 불분명하다.
자기애성 성격장애의 발달에 사회적 요소를 지지하는 증거는 제한적이다. 일부 연구는 자기애성 성격장애가 허용적(permissive)이고 지나치게 응석을 받아주는(overindulgent) 부모의 양육과 상관 관계가 있다고 규명하였지만, 반대로 다른 연구는 엄격한 훈육, 방임, 학대와의 상관 관계를 규명하였다. 연구 성과들이 일관되지 못하며 과학자들은 이러한 상관관계가 인과관계가 성립되는지 여부는 모른다. 이런 연구들은 유전적 교락(confounding)을 통제하지 않았기 때문이다.
유전 교락 문제는 2009년 리뷰에서 심리학자 스벤 토르게르센(Svenn Torgersen)이 언급하였다.
부모가 아이를 나쁘게 대하면 아이는 성격장애를 일으키지만, 아동에 대한 대우가 성격장애 발달의 원인은 반드시 아니다. 대안적 설명으로는 일부 유전적인 이유로 부모가 몇몇 성격장애 특질을 가지고 있다는 것이다. 유전 영향의 특질은 부실한 양육과 연관 있는데, 이는 양육에 유전 영향이 있다는 것을 보여준다. 아동은 유전자를 물려받고 성격장애를 일으킨다. 따라서 성격장애는 아동기 조건에 상관없이 어느 경우에든 발생한다.(If parents treat their children badly, and the children develop personality disorders, it does not necessarily mean that the treatment of the children is the cause of the development. An alternative explanation may be that the parents themselves have some personality disorder traits, partly due to genes. These genetically influenced traits correlate with poor parenting, explaining the genetic influence on parenting. The children inherit the genes and subsequently develop personality disorders. The personality disorders might thus have developed in any case, independent of the childhood conditions.)

쌍둥이연구에서 과학자들은 유전과 환경의 영향, 특히  한 특성의 변화에 대하여, 얼마만큼 "공유 환경(shared environment, 부모나 양육과 같이 쌍둥이들이 공유하는 영향)" 혹은 "비공유 환경(unshared environment, 측량 오류, 소음, 쌍둥이 간의 서로 다른 질병, 뇌 성장의 임의성, 쌍둥이 중 한 쪽만이 경험한 사회적 비사회적 경험)"이 그 원인이 되는지를 측정할 수 있다. 2018년 리뷰에 의하면, 자기애성 성격장애 쌍둥이 연구는 공유 환경의 영향은 거의 없으며 유전과 비공유 환경이 주요 기여 요인이라는 것을 밝혔다.
종합하면 이 연구들은 유전 영향이 자기애성 성격장애의 주요 자원을 구성한다는 것을 일관되게 보여 왔다. 비공유 환경 역시 자기애성 성격장애에 상당한 영향을 끼쳤다. 주목할 것은, 공유 환경은 어떤 연구에서도 자기애성 성격장애에 유의미한 영향을 주지는 않았다는 것이다.(Taken together, these studies have consistently demonstrated that genetic influence constitutes a major source of NPD. Non-shared environments also exert substantial influence on NPD. Notably, shared environments had no significant influence on NPD in any of these studies.)— Lu & Cai, 2018

신경유전학자 케빈 미첼(Kevin Mitchell)에 의하면, 공유 환경 영향의 결핍은 비공유 환경 영향이 상당히 사회적인 것과 무관하며, 뇌 성장 임의성과 같은 타고난 프로세스를 반영할 것이라는 것을 의미한다.

### 병리생리학
또한 신경과학자들은 구조공명기술(structural imaging technology)을 이용하여 자기애성 성격장애자의 뇌를 연구하였다. 한 2021 리뷰에서 내린 결론은, 자기애성 성격장애 환자 사이에서 가장 일관되게 나타나는 발견은 내측 전전두엽피질(medial prefrontal cortex)의 회백질(gray matter)의 부피가 줄어들었다는 것인데, 이는 자기고양(self-enhancement) 경향과 연관 있을 것으로 보인다. 자기애성 성격장애 발병 연구에서는 자기애성 성격장애 환자의 뇌에서 섬피질(insular cortex) 좌전부 회백질 부피가 줄어든 구조적 비정상을 확인하였다. 2015년 연구 결과는 자기애성 성격장애 질환과 전전두피질(prefrontal cortex) 회백질 부피 감소의 연관을 밝혔다. 이는 자기애성 성격장애자가 보이는 공감 기능 결여와 이기적인 행동은 내부 집중 인지와 외부 집중 인지를 전환하면서 사회활동 중에는 자기 관련 정보 처리에 관여하는 기본 모드 뇌신경망(default mode network, DMN)의 활성화를 억제하는 현저성 뇌신경망(salience network, SN, 전섬피질과 대상피질로 구성)의 기능 부전으로 인하여 발생하여, 그 결과 심지어 괴로워하는 타인과 사회활동을 할 때에도 자기에게만 계속 집중한다는 것을 시사한다. 이와 일치하여, 자기애성 성격장애의 과도한 이기주의는 자기의 이익(self-gain)과 타인의 고통(other-pain) 사이의 동기적 대립을 추적하는 대상피질 능력의 저하와 관련 있는 것으로 보인다.
자기애성 성격장애의 과대성 표현과 취약성 표현은 뇌구조와 뇌기능에 각각 다르게 연관되어 있는 것으로 보인다. 특히 과대성 특성을 보이는 자기애성 성격장애 환자는 고양된 모습을 보이나 취약성 특성을 보이는 자기애성 성격장애 환자는 DMN에서의 국부적 효능(local efficiency)이 감소되어 있다. 또한 취약성 특성을 보이는 자기애성 성격장애 환자는 산화 스트레스(oxidative stress)가 늘어나 있는 모습을 보이기도 한다.

### 기타
또한 자기애성 성격장애의 진화적 모델도 제시되었다. 심리학자 마르코 델 주디세(Marco Del Giudice)는 자기애성 성격장애를 포함한 클러스터 B(cluster B) 특질은 결혼과 임신 가능성이 높다고 예견하였다. 자기애성 성격장애는 잠재적으로는 적응적 진화 현상일 수 있지만, 때로는 사회적 거절과 생식 실패의 결과가 발생할 수 있다는 리스크도 있다. 다른 주장은 자기애성 성격장애는 그 정도가 적절할 때에는 적응적이지만 과도한 특질을 보이면서 발생하는 것이라고 한다(리더십은 적정한 자기애성향에서 성공하지만 자기애성향이 최고점일 때에는 실패함).
자기애성 성격장애 환자들은 연구 참여자 모집이 어렵기에 연구는 제한적이다. 자기애성 성격장애 원인 규명에는 더 많은 연구가 필요하다.

## 관리
자기애성 성격장애 치료는 우선 심리치료(psychotherapeutic treatment)이다. 정신약리학적 치료(psychopharmacological treatment)가 효과 있다는 증거는 없지만 동반 장애를 치료하는데는 유용하다고 입증되었다. 심리치료는 정신분석치료(psychoanalytic therapy)/정신역동심리치료(psychodynamic psychotherapy), 인지행동치료(cognitive behavioral therapy) 두 범주로 나뉜다. 정신분석치료는 도상 치료(schema therapy), 전이중심 심리치료(transference focused psychotherapy), 정신화기반치료(mentalization-based treatment), 메타인지 심리치료(metacognitive psychotherapy)가 있다. 인지행동치료는 인지행동치료(CBT), 변증법적 행동치료(dialectical behavior therapy)가 있다. 포맷에는 집단치료(group therapy)와 커플치료(couples therapy)가 있다. 치료의 특정 선택은 개인의 증상이 나타나는 것에 기반하여 다양하다.
자기애성 성격장애 관리는 아직 잘 연구가 안 되어 있지만 많은 치료법이 있다. 치료는 정신적 고통에도 불구하고 환자들이 치료를 찾는 경우가 드물어 복잡하다. 게다가 환자들은 진단에 상관 없이 삶의 만족도와 삶의 질도 낮다. 자기애성 성격장애 환자들은 동반 정신 질환을 말하기도 하는에, 이는 진단과 치료를 복잡하게 만든다. 자기애성 성격장애는 사람들이 정신 건강 치료를 받으려는 주요 원인은 아니다. 이들이 심리치료나 정신과치료에 들어가면, 주요 우울 장애, 약물 남용 장애(약물 중독), 양극성 장애 등 동반하는 정신 질환으로부터 편안함을 얻고 싶다고 말하기도 한다.

## 치료
자기애성 인격장애로 인하여서 정신건강 회복을 위한 치료를 찾는 경우는 드물다. 환자들이 심리치료나 정신의학치료를 받으면 이들은 삶에서 겪는 어려움에 자극받거나 자신의 다른 정신건강 관련 장애로부터 안정을 찾는다. 이러한 정신건강 관련 장애로는 우울장애(depressive disorder), 약물사용장애(substance use disorder) 혹은 약물중독(drug addiction), 조울증(bipolar disorder) 혹은 조성우울(manic depression), 거식증(anorexia nervosa) • 반추장애(rumination disorder) • 식욕이상항진증(bulimia nervosa)과 같은 식이장애(eating disorder) 등이 있다. 이들이 심리요법치료(psychotherapeutic treatment)로 가기까지 빙 돌아가게 되는 것은, 자기애성자는 보통 통찰력이 빈약하고, 자신의 행동으로 정신적으로 건강하지 못한 주변환경이 조성됨을 모르며, 때문에 자신의 인지와 행동이 사회적으로 부적절하고 문제가 있다는 걸 깨닫지 못하는데, 이는 매우 긍정적인 자아상(very positive self-image) 즉 과장된 자기개념(inflated self-concept) 때문이다.
자기애성 인격장애 치료의 기본은 심리치료이다. 1960년대, 미국 심리학자 하인츠 코헛(Heinz Kohut)과 오토 컨버그(Otto Kernberg)는 임상시험 전략(clinical strategies)을 가지고 당시 기존 지식에 도전하였는데, 정신분석학적 치료법을 자기애성 인격장애 환자에게 적용한 것이었다. 이들의 주장으로는 이러한 방식이 장애를 효과적으로 치료한다는 것이다. 당시 등장한 심리치료는 전이중심치료(transference-focused therapy), 메타인지치료(metacognitive therapy), 도상치료(schema therapy)가 있었으며, 모두 자기애성 인격장애의 특정 하위유형(subtype)을 치료하려는 것이었다.
환자의 정신건강 회복은 동반장애 증상에 대한 향정신제치료(psychopharmaceutical treatment)로서 가능해졌다. 약물치료 외에도, 심리학자 엘사 로닝스탐(Elsa Ronningstam)은 치료사와 환자의 치료동맹수립(alliance-building), 환자의 치료에 대한 주체의식(sense of agency)과 반성능력 배양이 병적 수준의 자기애를 변화시키는데 있어서 핵심요소라고 하였다.
정신약물(Psychiatric medication)은 자기애성 인격장애 치료에 직접적으로 도움되지 않지만, 장애와 함께 발병하는 우울, 불안, 충동성을 치료하는 방식으로 사용 가능하다. 기타 관계 영역에서의 정신건강치료 상담은 관계 당사자들이 치료에 동시 참여할 때에 가장 효과가 크다.

## 예후
향정신제치료와 약학상의 개입의 효과는 아직 체계적이고 실증적으로 조사되지는 않았다. 실제 임상 치료상의 가이드라인은 아직 만들어지니 않았고, 최근 추천되고 있는 치료는 임상 환경에서 장애의 이론적 정신역동모델(psychodynamic model)과 실제 임상에서 환자들과의 경험에 크게 의존하고 있다.
다른 정신 관련 장애 치료로서 심리치료를 받고 있는 환자들에게 자기애성 인격장애가 존재하면, 치료 진전이 더뎌지고 중도포기 확률은 그만큼 높아진다.

## 역학
2018년, 전체 유병률(prevalence)은 0.8%에서 6.2%에 이르는 것으로 보인다. 2008년 DSM-IV에서, 자기애성 성격장애 평생 유병률은 6.2%이며, 남성은 7.7%, 여성은 4.8%였으며, 2015년 연구에서는 남녀 차이를 확인하였다. 임상 현장에서 유병률은 1%에서 15%에 이른다. 같은 2008년 연구에서는 흑인 남녀, 히스패닉 여성, 성인 초년생, 이별/이혼/사별/미혼 성인에게서 유의미하게 높은 자기애성 성격장애 유병률을 보였다. 자기애성 성격장애 발병은 다른 정신 질환과의 동반할 가능성이 높다.

## 역사
"narcissism"라는 용어는 서기 8년 로마의 시인 오비디우스(Ovidius)가 지은 서사시 메타모르포세스(Metamorphoses)에서 나왔다. 메타모르포세스 3권에는 나르키소스(Narcissus)와 에코(Echo)라는 주인공이 등장한다. 나르키소스는 연인으로 발전할 수 있는 관계를 무시한다. 나르키소스가 에코를 거절할 때 한 님프(nymph)는 타인이 만든 소리를 메아리(echo)칠 수만 있도록 저주하였고, 여신 네메시스(Nemesis)는 연못에 비친 자기 자신에게 사랑에 빠지도록 하는 식으로 나르키소스를 처벌하였다. 나르키소스는 사랑하는 대상이 자신을 사랑할 수 없다는 것을 알고 시름시름 앓다가 죽는다.
과도한 이기심이라는 개념은 역사를 통하여 인지되어 왔다. 고대 그리스에서 이 개념은 휴브리스(hubris)로 이해되었다. 1800년대 후반에야 자기애(나르시시즘)이 심리학 용어로 정의되었다.
- 해블록 엘리스(Havelock Ellis) (1898)은 신화를 자신의 환자 중 한 명의 질병과 연관지으면서 이 용어를 사용한 첫 심리학자이다.[117]
- 지그문트 프로이트(Sigmund Freud) (1905–1953)는 "자기애 리비도(narcissistic libido)"라는 용어를 저서 성의 이론에 관한 세 에세이(Three Essays on the Theory of Sexuality)에서 사용하였다.[118][117]
- 어니스트 존스(Ernest Jones)(1913/1951)는 최초로 극단적 자기애를 성격 결함으로 해석하였다.
- 로버트 왤더(Robert Waelder) (1925)는 최초의 자기애성향 사례 연구를 출판하였다. 그의 환자 한 명은 성공한 과학자였지만 우월감을 띤 자세, 자존감 배양에 보이는 강박, 일밤적으로 보이는 죄책감의 결여가 있었다. 환자는 타인과 멀리 떨어져 독립되어 살아갔으며, 타인의 상황을 공감하는 능력이 없었고, 성적으로도 이기적이었다. 또한 환자는 논리적이고 분석적이며 과핫적 지식의 실용적 적용에 관한 추상적인 지적 사고(사고 자체를 목적으로 하는 사고)에 가치를 두었다.

자기애성 성격(narcissistic personality)은 정신분석학자 로버트 왤더(Robert Waelder)가 1925년에 처음 정의하였다. '자기애성 성격장애(narcissistic personality disorder, NPD)'라는 용어는 1968년 하인츠 코헛(Heinz Kohut)이 처음 고안하였다. 왤더의 최초 연구는 자기애성과 자기애성 성격장애라는 임상 장애가 오늘날 정의되는 방식에 있어 영향을 주어 왔다.

### 프로이트학파와 정신분석
자기애와 자기애성 성격장애의 초기 연구는 정신분석학(psychoanalysis)에서 유래하였다. 성인의 신경증적 전능감에 관하여, 지그문트 프로이트(Sigmund Freud)는 "이 믿음은 영아의 과대망상(megalomania)이라는 낡은 유물의 명백한 인식이다(this belief is a frank acknowledgement of a relic of the old megalomania of infancy)"라고 정의하였다. 그리고 다음과 같은 결론을 내렸다. "우리는 대부분 다른 형태의 편집 장애(paranoic disorder)에 있어 과대망상 요소를 탐지할 수 있다. 우리는 이 과대망상이 근본적으로는 영아적 본성이라는 것이며 발달 과정으로서 사회적 고려로 희생된다는 것으로 추측하는 것이 정당하다.(we can detect an element of megalomania in most other forms of paranoic disorder. We are justified in assuming that this megalomania is essentially of an infantile nature, and that, as development proceeds, it is sacrificed to social considerations.)"
자기애 손상(Narcissistic injury)과 자기애 상처(narcissistic scar)는 1920년대 프로이트가 사용한 용어이다. '자기애 상처(Narcissistic wound)'와 '자기애 타격(narcissistic blow)'은 거의 상호교환 가능한 다른 용어이다. 에고에 상처를 입으면, 실제 비판 혹은 그렇게 인식한 비판에 의하여, 자기애성 인물의 분노 표출은 받고 있는 비판의 본질에 대하여 불균형을 보일 수 있다. 그러나 보통 자기애성 성격장애자의 행동과 반응은 많은 생각이 개입되어 있는 계산된 것이다. 개인적 불안정으로 인하여 이따금 발생하는 격노에도 불구하고, 자기애성 성격장애자의 과대한 자기개념은 대체로 안정적이다.
1957년 『도박의 심리학(The Psychology of Gambling)』이라는 책에서, 에드먼드 버글러(Edmund Bergler)는 한 아동의 심리에서 평범하게 발생하는 과대망상, 즉 성인기에 도박에 손을 대면 재발하는 증상으로 간주라였다. 1946년 『정신분석학적 신경증 이론(The Psychoanalytic Theory of Neurosis)』에서 오토 페니첼(Otto Fenichel)은 이후의 삶에서 자신의 자기애 손상을 부인(denial)으로 반응하는 사람들은 아동기 과대망상과 유사한 퇴행(regression)을 겪는다고 언급하였다.

#### 자기애 보급품
자기애 보급품(Narcissistic supply)은 1938년 오토 페니첼이 도입한 개념으로, 존경이나 찬양, 대인관계에서의 지지, 혹은 자존감에 필수적인 것으로 주위 환경에서 끌어오는 활력(sustenance)을 말한다. 이는 타인의 감정, 의견, 기호를 고려하지 않는 관심이나 존경에 대한 병적이고 과도한 욕구를 말하는 부정적인 의미를 가지고 있다.

#### 자기애 분노
자기애 분노(narcissistic rage)는 1972년 하인츠 코헛(Heinz Kohut)이 도입한 개념이다. 자기애 분노는 자기애성자가 자신의 자존감(self-esteem)이나 자기가치감(self-worth)이 위협받는다고 인식하면서 그에 대하여 반응하는 것으로 이론화된다. 자기애 분노는 초연함(aloofness)에서부터 가벼운 초조함(irritation)이나 짜증(annoyance), 폭력을 포함한 포함한 심각한 분노폭발(outburst)에까지 이르는 연속선상에서 발생한다.
자기애 분노 반응은 자기애성 성격장애라고만은 할 수 없다. 또한 이러한 반응은 긴장증(catatonia), 망상장애(paranoid delusion), 우울 삽화(depressive episode)에서도 보일 수 있다. 이후 자기애성자는 두 층위의 분노를 갖는다고 주장되었다. 누군가에게 직접적이고 일관된 분노라는 첫 번째 층위, 그리고 자기비하(self-deprecation)라는 두 번째 층위가 그것이다.

### 대상 관계
20세기 후반, 정신분석에 있어 과대망상은 장애물과 같다고 한 프로이트의 시각과 반대로,
미국과 영국의 멜라니 클라인(Melanie Klein) 학파의 심리학자들은 대상 관계 이론(object relations theory)을 이용하여 과대망상을 방어기제(defence mechanism)로 재평가하였다. 클라인학파의 치료 접근 방식은 정상적 정신 발달의 한 단계로서 자기애적 과대망상을 바라보는 하인츠 코헛의 관점을 기반으로 구축되었다. 반대로 오토 컨버그(Otto Kernberg)는 이러한 과대성(grandiosity)을 정상적 심리 발달의 병리적 왜곡으로 보았다.
자기애성향이 병리적인 사람에 한하여, 자기애성 성격장애 환자는 자기에게 오는 질책이나 책임을 심리적 투사(psychological projection)로 넘겨버리고 자신과 반대되는 의견과 관점을 참지 못하고, 타인의 감정적 정신적 심리적인 욕구에 공감하지 못하며, 자신의 행동이 불러올 부정적인 효과에 무관심하지만, 사람글이 자기 자신을 이상적인 인간으로 봐야 한다고 주장하는 자기몰두적(self-absorbed)인 인간일 수 있다. The merging of the terms "비대해진 자기개념(inflated self-concept)"과 "실제 자기(actual self)"의 통합은 자기애성 성격장애의 자기과대 구성요소에 관한 후속 연구와 함께, 이상화와 평가절하(idealization and devaluation) 및 부인(denial)이라는 방어기제를 통합함으로써  입증되었다.

### 다른 성격장애와의 비교
자기애성 성격장애는 주로 경계선 성격장애(Borderline Personality Disorder, BPD), 반사회성 성격장애(Antisocial Personality Disorder, ASPD), 연극성 성격장애(Histrionic Personality Disorder, HPD)와 중첩되는데, 이들 장애는 모두 "B군 장애(Cluster B disorders)"에 속한다. B군 장애는 충동성, 감정 조절 불능, 사회적 관계 유지의 어려움을 특성으로 한다. 이들 성격장애는 자기애성 성격장애와 같은 증상과 행동을 공유하기에, 또한 대부분은 자기애성 성격자애와 동반으로 나타난다.
경계선 성격장애는 정서, 대인관계, 자아상에서 보이는 불안정성을 특성으로 한다. 경계선 성격장애 발현 양상은 과대성, 공감 결여, 칭찬 요구 행동과도 높은 연관성을 보이는데, 이는 자기애성 성격장애의 특성이기도 하다. 연구에서는 경계선 성격장애가 실제로도 자기애성 성격장애와의 동반발현율이 높다는 것을 보여왔다.
반사회성 성격장애는 충동성과 공감 결여에서 유사한 특성을 보이지만, 타인의 권리에 대한 무시와 타인을 조종하려는 경향이라는 특성도 비슷하다. 추가적으로 반사회성과 자기애성 모두 사이코패스(psychopathy)와 상당히 밀접한 연관을 보여, 이 둘 간에는 중첩된 부분이 있다는 것을 시사한다.

## 사례
대기업의 과장인 30대 중반의 K씨는 최근 자존심에 심한 상처를 입고 우울감과 분노감에 휩싸여 있다. K씨는 자신이 주변동료에 비해서 월등하게 유능하다는 자신감에 차 있었고 최근에 있었던 인사발령에서 부장승진은 따놓은 당상으로 생각하고 있었다. 그런데 뜻밖에 부장승진에서 탈락하였을 뿐만 아니라 더욱 자존심이 상하는 것은 탈락이유가 주변동료들로부터 인화력과 인간미가 부족하다는 평가를 받았기 때문이라는 것이었다. K씨는 자신이 특출나게 우수한 존재라고 생각하며 사회적으로 크게 성공해야 한다는 야심에 불타 있었다. 출세를 하여 많은 사람의 경탄을 받는 상상에 혼자 즐거워하곤 했다. K씨의 눈에 주변동료들은 열등하고 나태한 존재로 보여 그들을 무시하고 있었으며 친밀한 관계를 맺으려 하지 않았다. K씨는 자신만만했으며 상사의 눈에 띨 수 있도록 회의석상에서 자주 튀는 행동을 해왔다. 그러나 동료 사이에는 건방지고 거만한 사람이라는 평을 받았고 K씨는 이러한 평에 몹시 화가 나긴 했지만 무능한 자들의 질투심에서 나온 것이라고 일축해 버리곤 했다. 이렇게 출세에 집착해온 K씨에게 승진탈락은 자존심에 커다란 충격이었으며 자신의 가치를 인정해주지 않은 회사와 동료에 대한 분노감은 지울 수가 없었다.

## 같이 보기
- 개인 바운더리
- 과민반응
- 나르시시즘
- 메타인지치료(상위인지모형)
- 성인 애착
- 악성 자기애
- 인격장애
- 자기애 굴욕
- 자기애 방어
- 자기애 보급품
- 자기애 분노와 자기애 손상
- 자기애 철수
- 조현증
- 투사
- 피해망상

### 인물
- 오토 컨버그
- 오토 페니첼
- 지그문트 프로이트
- 하인츠 코헛